# 帕拉奈瓜拉
帕拉奈瓜拉是巴西戈亚斯州的一个市镇。总面积1153.786平方公里，总人口8719人，人口密度7.6人/平方公里。